# Aechmea aculeatosepala
Aechmea aculeatosepala là một loài thực vật có hoa trong họ Bromeliaceae. Loài này được (Rauh & Barthlott) Leme mô tả khoa học đầu tiên năm 1997.